# ميان محمد شريف
ميان محمد شريف (1893 – 1965) فيلسوف باكستاني مؤثر، ورجل دين، وأستاذ جامعي. اشتهر بعمله البارز في الفلسفة التحليلية ورائد فكرة الفلسفة الإسلامية. كتب عدة مؤلفات في الفلسفة، ونشر عمله في المجلات الفلسفية الدولية.
وظل نشطًا سياسيًا في الرابطة الإسلامية الباكستانية (ن)، ودافع عن فكرة إقامة دولة منفصلة عن الهند البريطانية، وظل عضوًا حيويًا في مجلس العقيدة الإسلامية ودرّس في الكلية الإسلامية في لاهور لبقية حياته.